# Immacolata Concezione (Murillo Prado 1665 - 1675)
L'Immacolata Concezione è un dipinto del pittore spagnolo Bartolomé Esteban Murillo realizzato nel 1665 -1675 e conservato nel Museo del Prado a Madrid in Spagna.